# Oncidium orbatum
Oncidium orbatum är en orkidéart som beskrevs av Friedrich Fritz Wilhelm Ludwig Kraenzlin. Oncidium orbatum ingår i släktet Oncidium och familjen orkidéer. Inga underarter finns listade i Catalogue of Life.